# Georg Jakob Best
Georg Jakob Best (* 21. Oktober 1903 in Kaiserslautern; † 28. Oktober 2003 in Götzenhain) war ein deutscher Maler, Grafiker und Bildhauer.

## Leben und Werk
Erste Erfahrungen sammelte Georg Jakob Best als 12-Jähriger in einer Porträtschule in Mannheim. Die Anregung, sich mit Kunst zu beschäftigen, erhielt das jüngste von drei Kindern über das Vorbild des Onkels, des Malers Hans Best. Von 1917 bis 1921 erfolgte eine Ausbildung an der Gewerbeschule Mannheim. Anschließend besuchte Best die Badische Landeskunstschule in Karlsruhe und belegte in der Meisterklasse von August Babberger das Fach „Dekorative Malerei“. Nach dem Studium machte er sich als freier Künstler in Frankfurt am Main selbstständig, war aber anfänglich auf die Unterstützung der Frankfurter Künstlerhilfe und der Kunstsammelstelle angewiesen.
1928 bis 1930 führten Georg Jakob Best ausgedehnte Reisen nach Dalmatien und in die Bretagne. 1932 wurde auf der 1. Internationalen Ausstellung für Druckgraphik am Art Institute of Chicago neben Arbeiten von Max Beckmann, Max Pechstein, Emil Orlik und Wassily Kandinsky auch das Blatt Die Badenden von Best gezeigt. Im gleichen Jahr wurde er bei Paul Klee in dessen Meisterklasse an der Kunstakademie Düsseldorf aufgenommen. Mit Eugen Batz, Hubert Berke, Emil Bert Hartwig, Walter Erben, Petra Petitpierre und August Preuße zählte Georg Jakob Best zu jenen Schülern, die Klee in seinem letzten Jahr als Dozent der Meisterklasse vor dem Schweizer Exil unterrichtete. Nach der Vertreibung des Lehrers und Vorbilds 1933 versuchte Best zunächst in Frankfurt die künstlerische Laufbahn fortzusetzen. Seit 1936 lebte und arbeitete er im ehemaligen Atelier von Lovis Corinth in Berlin. 1937 wurde in der Nazi-Aktion „Entartete Kunst“ nachweislich zwölf seiner Bilder aus öffentlichen Sammlungen beschlagnahmt.
1941 zum Kriegsdienst eingezogen, kehrte Best 1945 aus der Kriegsgefangenschaft zurück, lebte erst in Berlin, ab 1953 in Götzenhain bei Frankfurt am Main. 1946 gewann ihn der Kunsthistoriker Richard Hamann für die Ausstellung nachexpressionistischer Malerei der Gegenwart in Marburg. 1948 gestaltete er eine Ausstellung im Kunstkabinett von Hanna Bekker vom Rath. 1953 präsentierte er kolorierte Graphik bei der Kestner-Gesellschaft in Hannover. 1956 waren seine Arbeiten bei der Ausstellung die neue darmstädter sezession in Wiesbaden zu sehen. In Frankfurt und im süddeutschen Raum ist er mit Kunst am Bau bis heute im Straßenbild und in öffentlichen Gebäuden vertreten. Haben sich wegen Kriegszerstörung nur wenige frühe Werke erhalten, so sind mittlerweile auch die Nachkriegsarbeiten im öffentlichen Raum infolge von Bautätigkeit stark von Zerstörung bedroht.
Von 1928 bis zur Scheidung 1931 war Best mit der aus Karlsruhe stammenden Gertrude Anne Heinsheimer (1904 Karlsruhe – 1943 Tel Aviv, Israel) verheiratet.

## 1937 als „entartet“ aus öffentlichen Sammlungen beschlagnahmte Werke
- Doppelakt (Öl; 1930; Städtische Kunsthalle Mannheim; 1939 in Weimar in der Wanderausstellung „Entartete Kunst“ vorgeführt. Verbleib ungeklärt)[7]
- Frankfurter Ansicht (Kunstsammelstelle Frankfurt/M.; zerstört)
- Mädchen auf der Brücke (Städelsches Kunstinstitut und Städtische Galerie Frankfurt/M.; zerstört)
- Mädchen auf der Brücke (Städelsches Kunstinstitut und Städtische Galerie Frankfurt/M.; zerstört)

- Frühlingslandschaft im Taunus (Öl auf Leinwand, 55 × 70 cm, 1927; Städtische Kunsthalle Mannheim; zerstört)

### Zeichenkunst
- Rheinebene (Aquarell; Städelsches Kunstinstitut und Städtische Galerie Frankfurt/M.; zerstört)
- Italienische Landschaft (Aquarell; Städtische Kunsthalle Mannheim; zerstört)
- Landschaft (Zeichnung; Kunstsammelstelle Frankfurt/M.; zerstört)
- Brandung (Zeichnung; Kunstsammelstelle Frankfurt/M.; zerstört)
- Felsenhütte (Zeichnung; Städelsches Kunstinstitut und Städtische Galerie Frankfurt/M.; zerstört)

### Druckgrafik
- Mäher (Deutsche Graphikschau, Görlitz; zerstört)
- Wasserfall (Deutsche Graphikschau, Görlitz; zerstört)